# Рюдебек, Густав
Густав Эдвард Рюдебек (1913—2005) — шведский зоолог. Принадлежал к роду Рюдебеков.

## Биография
Рюдебек был директором орнитологического отдела музея Трансвааля в Претории с 1954 по 1956 год, куратором Шведского музея естественной истории в 1959—1965 годах и директором Зоологического музея в Лунде в 1966—1978 годах. В 1978 году он получил звание профессора.
Систематические расчеты миграции птиц над полуостровом Фальстербо впервые провёл осенью 1942—1944 гг.
В 1968 и 1969 годах он участвовал в телевизионной программе «Спроси Лунд».
Густав Рюдебек был избран членом Королевского физиографического общества в Лунде в 1978 г.

## Почести
В его честь названо несколько таксонов. С 1993 года Орнитологическое общество Сконе присуждает стипендию Густава Рюдебека «тому, кто работает в области защиты птиц в духе Густава и кто так же вдохновляюще, как Густав, распространяет знания о птицах и вызывает интерес к птицам как среди молодых, так и среди старых».